# Patricia Gallerneau
Patricia Gallerneau, née le 9 septembre 1954 dans le 20e arrondissement de Paris et morte le 6 juillet 2019 à Talmont-Saint-Hilaire (Vendée), est une femme politique française. Membre du Mouvement démocrate (MoDem), elle est conseillère régionale des Pays de la Loire de 2015 à 2018 et députée de 2017 à sa mort.

## Biographie

### Famille et carrière professionnelle
Patricia Gallerneau naît Sérézat dans le 20e arrondissement de Paris d’une mère finistérienne et d’un père corrézien. Ce dernier a été un élu du Rassemblement pour la République à Angers.
Mariée et mère de trois enfants, Patricia Gallerneau, qui vit d'abord à Pornichet, est contrôleur principal des impôts. À partir de 2014, à la suite de la mutation de son mari, elle vit à Talmont-Saint-Hilaire,.

### Parcours politique

#### Débuts

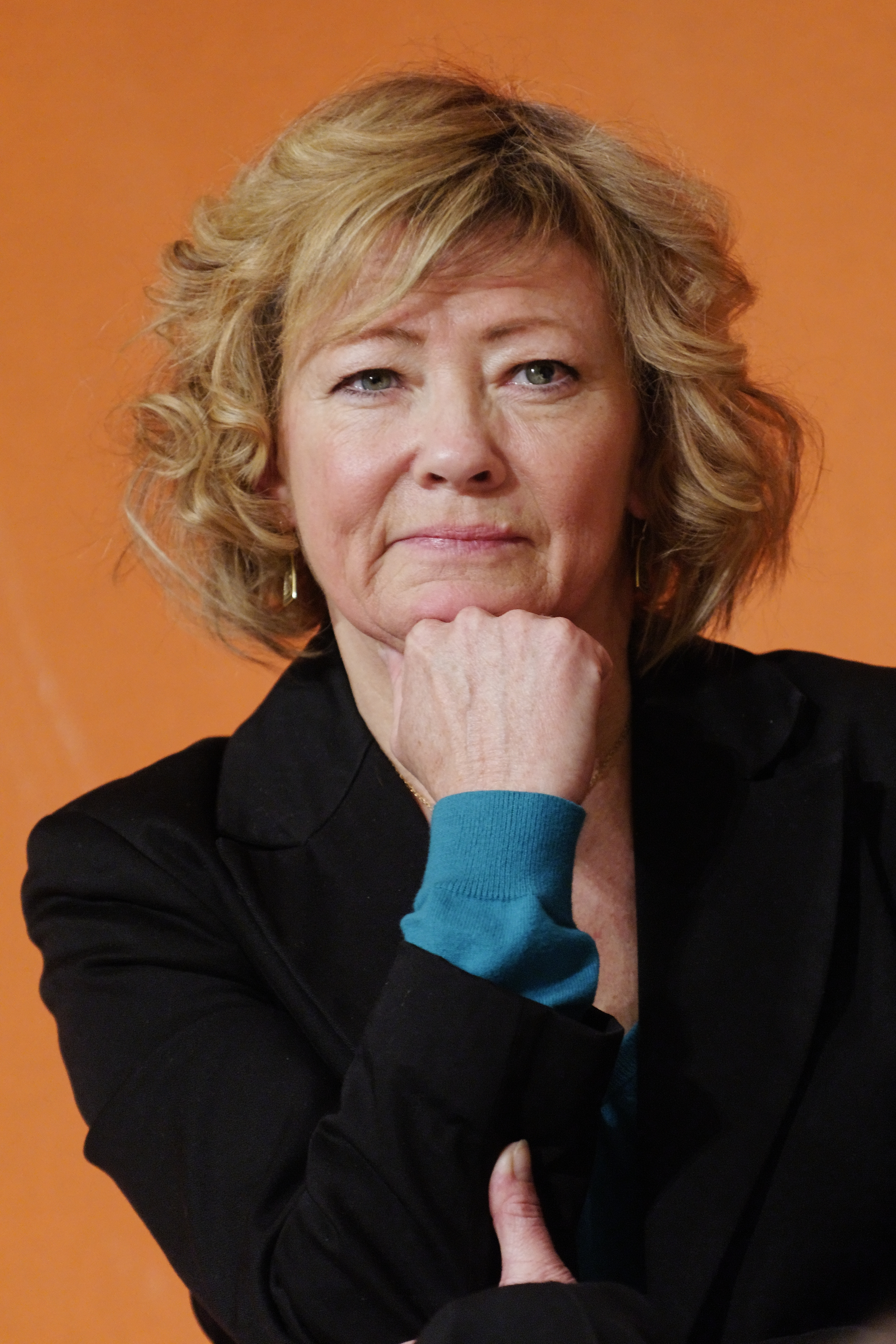
Patricia Gallerneau en 2010.

Aux élections municipales de 1995, Patricia Gallerneau est élue sur la liste conduite par le socialiste Jacques Lambert à Pornichet. Le 7 octobre 1999, elle démissionne du conseil municipal, « ne [souhaitant] plus cautionner les décisions de quelques-uns ».
Après avoir adhéré au parti des Verts en 1999, elle devient la candidate investie par le mouvement aux élections législatives de 2002 dans la septième circonscription de la Loire-Atlantique. Elle se place en cinquième position et réunit 2,61 % des voix. Sous la même étiquette, elle est candidate aux élections cantonales de 2004 dans le canton de La Baule-Escoublac, où elle réalise 8,01 % des suffrages.
Aux élections législatives de 2007, elle reçoit l’investiture du Mouvement démocrate dans la septième circonscription de la Loire-Atlantique. 7,10 % des voix se portent sur sa candidature au premier tour. L’année suivante, Patricia Gallerneau est chef de file la liste « Pornichet-A-venir » — dite « apolitique », soutenue et investie par le MoDem, — aux élections municipales à Pornichet. La liste se trouve à la dernière place avec 27,40 % des voix, derrière celle conduite par le maire sortant Jacques Lambert, et se désiste au second tour.
Après le refus de Laurent Gérault d’être la tête de liste aux élections régionales de 2010 malgré la désignation du bureau national du Mouvement démocrate, Patricia Gallerneau est choisie pour conduire la liste du mouvement. Elle ne parvient pas à atteindre les 5 % des voix (4,64 %).
Aux élections législatives de 2012, elle est candidate « Le Centre pour la France » dans une septième circonscription de la Loire-Atlantique remodelée par le découpage électoral de 2009 ; elle obtient 2,28 % des suffrages.
Elle mène de nouveau une liste « Pornichet Avenir » aux élections municipales de 2014, obtient 12,29 % des voix et retire sa liste du second tour. La même année, elle est également colistière de Jean Arthuis aux élections européennes dans l’Ouest dans le cadre de la coalition « L’Alternative »,.

#### Conseillère régionale des Pays de la Loire
Désignée tête de file par le Mouvement démocrate dans les Pays de la Loire en avril 2015, Patricia Gallerneau scelle un accord avec Bruno Retailleau, investi par l’Union pour un mouvement populaire et soutenu par l’Union des démocrates et indépendants : six candidats, dont trois en position éligible sont placés sur la liste du sénateur de la Vendée, dite d’« union de la droite et du centre ». Elle occupe la septième position sur la liste conduite dans la Loire-Atlantique par Laurence Garnier. Elle est l’une des deux élus MoDem aux élections régionales de décembre 2015.
Au printemps 2017, Patricia Gallerneau déclare renoncer à son mandat de conseillère régionale en cas d’élection à l’Assemblée nationale. Sa démission devrait suivre la validation de ses comptes de campagne par la Commission nationale des comptes de campagne et des financements politiques. En mars 2018, celle-ci est annoncée pour une mise en œuvre le 1er avril suivant ; Xavier Rineau (Les Républicains), adjoint au maire du Pallet lui succède au conseil régional.

#### Députée de la Vendée
À la suite de l’élection d’Emmanuel Macron, La République en marche (LREM) l’investit dans la deuxième circonscription de la Vendée dans une seconde vague d’investitures, le 15 mai 2017,, alors qu’un accord « solide et équilibré » est conclu entre le Modem et LREM le 12 mai. La circonscription d’élection de Patricia Gallerneau aurait été choisie par François Bayrou en raison de sa domiciliation, sa condition féminine et sa qualité d’élue,. Au premier tour des élections législatives, elle arrive en tête en réunissant 36,16 % des suffrages exprimés. Elle est élue députée avec 59,58 % au second tour face à Béatrice Bellamy (Les Républicains).
Son mandat ayant débuté le 21 juin suivant, Patricia Gallerneau siège à compter du 27 juin, date de la séance d’ouverture de la XVe législature. Elle s’affilie au groupe du Mouvement démocrate et apparentés. La déclaration d’intérêts et d’activités de Patricia Gallerneau, signée le 30 juin et publiée en octobre 2017, n’indique aucun revenu d’activité professionnelle. Cependant, la députée perçoit une indemnité liée à son mandat au sein du conseil régional.
D’abord membre de la commission des Finances, de l'Économie générale et du Contrôle budgétaire le 29 juin 2017, elle rejoint le 18 juillet la commission des Affaires sociales. Démissionnaire le 20 juillet 2017, elle est réintégrée au sein de la commission des Finances, de l’Économie générale et du Contrôle budgétaire sur proposition de son groupe parlementaire. De nouveau démissionnaire le 30 août 2017, elle appartient à la commission des Affaires sociales depuis le 31 août.
Le 4 juillet 2017, elle vote la confiance au second gouvernement d’Édouard Philippe. À partir de décembre 2017, Patricia Gallerneau fait pression sur le Gouvernement au sujet de la candidature de La Roche-sur-Yon comme siège de la future prison du département aux dépens de Fontenay-le-Comte, une commune qui avait pourtant été choisie par le gouvernement de Bernard Cazeneuve. S’insurgeant auprès de Nicole Belloubet à la suite d’une étude des services de l’État en faveur de Fontenay, la ministre de la Justice indique que le choix n’est pas encore « acté » en mai 2018. Bien qu'inscrite au sein de la majorité présidentielle, elle prend ses distances vis-à-vis du gouvernement en avril 2018 à propos du projet de loi pour une immigration maîtrisée et un droit d’asile effectif. Aussi, elle relaie en mai 2018 l’appel de Brigitte Bourguignon au gouvernement à davantage œuvrer pour la « justice sociale ».

### Maladie, démission et mort
Atteinte d'un cancer, elle se montre inactive à l'Assemblée nationale à partir du mois de janvier 2019. Elle meurt des suites de sa maladie le 6 juillet suivant. Sa mort est annoncée le lendemain.
Son entourage indique rapidement qu’elle a rédigé une lettre de démission de son mandat de députée la veille de sa mort, pour ne pas être remplacée en cas de décès par son suppléant, Patrick Loiseau, et que ses dernières volontés sont que son directeur de cabinet, Alexandre Fichou, soit élu député à sa place,. À l’annonce de sa mort, de nombreux articles de presse font état de la tenue d'une élection législative partielle dans sa circonscription,,,. 
Mais elle est finalement remplacée par son suppléant, sa lettre de démission — en date du 5 juillet avec effet le jour même — ayant été déclarée reçue hors délais,. Le président de l'Assemblée nationale, Richard Ferrand, était pourtant au courant de la lettre de démission de Patricia Gallerneau dès l'annonce de son décès,. Raoul Mestre, avocat à La Roche-sur-Yon ayant la volonté d'être candidat à l’élection législative partielle (et précédemment candidat malheureux aux élections législatives), saisit le Conseil constitutionnel le 22 juillet 2019,. Le Conseil se déclare incompétent le 26 septembre.

## Prises de position
Défendant le régionalisme breton, Patricia Gallerneau milite au sein de Bretagne réunie et de Bretagne vivante. Elle souhaite l’organisation d’une consultation référendaire dans la Loire-Atlantique à propos de l’association du département à la région administrative bretonne ; la mise en place d’un service public de télévision et de radio breton ; l’amplification de l’enseignement de la « langue bretonne » (et non la langue gallèse) ; et la ratification de la charte européenne des langues régionales ou minoritaires.
De sensibilité écologiste, elle se déclare défavorable au projet d’aéroport du Grand Ouest, soutient le développement des énergies renouvelables et dénonce le centralisme métropolitain, lui préférant le réseau des villes moyennes. 
Hostile à un accord local entre l’Union pour un mouvement populaire, le Mouvement pour la France et la famille centriste, elle raille le manque d’indépendance du Nouveau Centre et de l’Alliance centriste au moment des élections régionales de 2010. Aux élections cantonales de 2011, elle conclut un accord au nom du MoDem avec l’Alliance écologiste indépendante et le Parti breton. En tant que chef de file du parti, elle négocie une alliance avec Bruno Retailleau en vue des élections régionales de 2015.
Se définissant comme « une femme libre de ses choix, indépendante », elle fustige le sectarisme partisan, le clivage gauche-droite et prône le dépassement des sensibilités politiques, à l’instar de François Bayrou, qu’elle qualifie de « visionnaire ». Elle préside, en outre, de 2012 à 2014, Anticor dans la Loire-Atlantique, une association qui lutte contre la corruption, le cumul des mandats et les conflits d’intérêts.
Elle soutient Alain Juppé lors de la primaire ouverte de la droite et du centre de 2016. Elle apporte son appui à Emmanuel Macron et rejoint En marche en février 2017, à la suite du ralliement de François Bayrou à celui-ci.

## Détail des mandats et fonctions

### Mandats électifs
- Députée de la 2e circonscription de la Vendée (du 21 juin 2017 au 7 juillet 2019).
- Conseillère régionale des Pays de la Loire, élue dans la Loire-Atlantique, membre du groupe Union des démocrates et indépendants-Union centriste, puis Union centriste (du 18 décembre 2015 au 1er avril 2018).
- Conseillère municipale de Pornichet (de 1995 à 2000).

### Fonctions politiques
- Présidente de la section des Verts de la Presqu’île (de 2004 à 2006).
- Membre du bureau exécutif du Mouvement démocrate (à partir de 2010).
- Présidente de la section du Mouvement démocrate dans la septième circonscription de la Loire-Atlantique (de 2008 à 2014).